# Jorge Ruth
Jorge Esteban Ruth (Santa Cruz de la Sierra, Bolivia; 26 de diciembre de 1982) es un exfutbolista y entrenador boliviano. Se desempeñaba como guardameta y su último club fue Sport Boys Warnes de la Primera División de Bolivia. Actualmente dirige al Naples United de la National Premier Soccer League de los Estados Unidos.
Como jugador se consagró campeón del Torneo Clausura 2009 de la Primera División de Bolivia con Blooming.

## Clubes

### Como jugador
| Club                   | País    | Año           |
| ---------------------- | ------- | ------------- |
| Oriente Petrolero      | Bolivia | 2005          |
| La Paz F. C.           | Bolivia | 2006          |
| Blooming               | Bolivia | 2007 - 2010   |
| Universitario de Sucre | Bolivia | 2011          |
| San José               | Bolivia | 2011 - 2012   |
| Petrolero              | Bolivia | 2012 - 2013   |
| Blooming               | Bolivia | 2013 - 2014   |
| Real Potosí            | Bolivia | 2014          |
| Ciclón                 | Bolivia | 2015 - 2016   |
| Nacional Potosí        | Bolivia | 2017 - 2018   |
| Petrolero              | Bolivia | 2018          |
| Sport Boys Warnes      | Bolivia | 2019-presente |

### Como entrenador
| Club          | País           | Año           |
| ------------- | -------------- | ------------- |
| Naples United | Estados Unidos | 2020-presente |

## Palmarés

### Títulos nacionales
| Título           | Club     | País    | Año           |
| ---------------- | -------- | ------- | ------------- |
| Primera División | Blooming | Bolivia | Clausura 2009 |